# Smiley Lewis
Overton Amos Lemons, más conocido por su nombre artístico Smiley Lewis (DeQuincy, Louisiana, 5 de julio de 1913-Nueva Orleans, Louisiana, 7 de octubre de 1966), fue un músico y compositor estadounidense de rhythm and blues y de New Orleans blues, un género  musical característico de los músicos de rhythm and blues de Nueva Orleans.
Su interés por la música comenzó cuando aún era un adolescente, así que comenzó a tocar la guitarra en Nueva Orleans. En 1952, grabó el sencillo  The Bells Are Ringing, y en 1955, grabó la versión original del sencillo más exitoso su carrera musical, I Hear You Knocking.
Smiley Lewis compuso varias canciones que posteriormente fueron interpretadas por otros artistas, tal es el caso de Blue Monday (interpretada por Fats Domino), One Night (interpretada por Elvis Presley) y I Hear You Knocking (interpretada por Dave Edmunds).
En 1956 el sencillo Shame, Shame, Shame apareció en la banda sonora de la película Baby Doll.
Afectado por un cáncer de estómago, Smiley Lewis murió a la edad de 53 años.